# بيرسي سميث (مؤرخ)
بيرسي سميث (بالإنجليزية: Stephenson Percy Smith)‏ هو مؤرخ نيوزيلندي، ولد في 11 يونيو 1840 في Beccles ‏ في المملكة المتحدة، وتوفي في 19 أبريل 1922 في نيو بلايموث في نيوزيلندا.